# David Silverman
David Silverman (New York, 15 marzo 1957) è un regista e animatore statunitense. Conosciuto per il suo lavoro sulla serie animata I Simpson, Silverman ha co-diretto i film d'animazione La strada per El Dorado e Monsters & Co. e diretto I Simpson - Il film.
Lo stile di Silverman è caratterizzato da pose ed espressioni esagerate, forte emotività nella recitazione dei personaggi e azioni dinamiche, alla maniera di Ward Kimball, Tex Avery, Bob Clampett e Chuck Jones.

## Carriera
Dopo aver frequentato l'università del Maryland per due anni, Silverman si diploma alla UCLA. Nel 1987 inizia a lavorare per la Klasky-Csupo dove avrà modo di contribuire alla realizzazione di uno dei fenomeni animati televisivi contemporanei, ovvero I Simpson. Il regista ha preso parte alla serie sin dai primi corti e ha lasciato lo show a metà degli anni novanta per dirigere alcune sequenze de La strada per El Dorado, per poi collaborare con la Pixar a Monsters & Co.. Silverman fu colui che impose gran parte degli standard e delle regole per disegnare la serie, come il rapporto tra la pupilla e l'occhio o l'altezza tra i membri della famiglia.
Nel 2003, Silverman è tornato a supervisionare la regia de I Simpson, dirigendo in seguito anche l'omonimo film, uscito nel 2007. Per realizzare la pellicola, Silverman dovette rifiutare un incarico di regista alla Pixar.
Tra gli episodi da lui diretti, i più famosi sono Un Natale da cani, Bart rischia grosso, La paura fa novanta I (e gran parte degli special di Halloween recenti) e Il 138º episodio spettacolare (con lo pseudonimo di Pound Foolish).
Silverman suona il sousafono e la tuba e i due strumenti sono stati inseriti nel cameo di Silverman in Lo show di Grattachecca e Fichetto e Pucci.

## Filmografia
- I corti (Simpson) (1987)
- I Simpson (1990-2006)
- La strada per El Dorado (2000)
- Monsters & Co. (2001)
- I Simpson - Il film (2007)
- Estinti.... o quasi (2021)